# 1935 en Bretagne
 Chronologie de la Bretagne
- 1931
- 1932
- 1933
- 1934
- 1935
- 1936
- 1937
- 1938
- 1939

Cette page recense des événements qui se sont produits durant l'année 1935 en Bretagne.

## Société

### Naissance
- à Brest : Claude-François Jullien, journaliste français né dans une famille très pratiquante dont le père est ingénieur militaire. Élève dans l'enseignement catholique avec un passage chez les jésuites, il baigne dans un milieu familial dont le personnalisme n'est pas étranger au rapport critique envers l'institution ecclésiastique.